# Vatzaad
De vatzaad, soms ook als vadzaad geschreven, is een oude vlaktemaat. De precieze oppervlakte die hiermee wordt aangeduid, verschilt in Vlaanderen sterk van streek tot streek.
Volgens de maten van de Kasselrij van de Oudburg en het Land van Waas, die onder andere in Gent, Lokeren, Eksaarde en Wachtebeke werden gebruikt, is 1 vatzaad gelijk aan 100 roeden of 1485,4858 vierkante meter. In die gebieden stond 1 roede gelijk met een oppervlakte van 14,854858 vierkante meter. Daarentegen, volgens de maten van het Land van Dendermonde is 1 vatzaad gelijk aan 50 roeden of 1674,4685 vierkante meter. Dit komt doordat 1 roede daar gelijkstond aan 33,4894 vierkante meter.